# Raúl Grijalva
Raúl Manuel Grijalva (Tucson, 19 de febrero de 1948-13 de marzo de 2025) fue un político estadounidense del Partido Demócrata, que se desempeñó como miembro de la Cámara de Representantes de los Estados Unidos desde 2003 hasta su fallecimiento en 2025. Primero lo hizo por el 7.º distrito congresional de Arizona, y desde 2013 por el 3.º distrito.

## Biografía
Su padre era un trabajador migrante de México que ingresó a los Estados Unidos en 1945 a través del Programa Bracero y trabajaba en ranchos del sur de Arizona. Nació en Canoa Ranch, 48 kilómetros al sur de Tucson. Se graduó de Sunnyside High School en 1967. Asistió a la Universidad de Arizona y obtuvo una licenciatura en sociología.
Fue líder en Arizona del Partido Nacional de La Raza Unida de origen chicano, postulándose sin éxito a la junta escolar en 1972.
En 1974, fue elegido miembro de la junta del Distrito Escolar Unificado de Tucson y sirvió como miembro de la junta escolar hasta 1986. La Escuela Primaria Grijalva en Tucson recibió su nombre en 1987. De 1975 a 1986, fue director del Centro Vecinal El Pueblo, y en 1987 fue decano asistente para asuntos estudiantiles hispanos en la Universidad de Arizona. Fue miembro de la Junta de Supervisores del condado de Pima de 1989 a 2002, y se desempeñó como presidente de 2000 a 2002. Dimitió como supervisor en 2002 para postularse para el Congreso.
En 2002, fue elegido a la Cámara de Representantes de los Estados Unidos por el 7.º distrito congresional de Arizona, con el 59% de los votos, siendo reelegido sucesivamente. En 2012, con un cambio de distrito, fue elegido por el 3.º distrito.
Copresidió el Caucus Progresista del Congreso con Mark Pocan de Wisconsin, hasta ser elegido presidente del Comité de Recursos Naturales de la Cámara de Representantes. Es también miembro el Caucus Hispano del Congreso.
En junio de 2023, Raúl Grijalva viajó a Puerto Rico para discutir las perspectivas de estadidad y temas energéticos en Puerto Rico. con el Gobernador de Puerto Rico Pedro Pierluisi.

## Vida personal y muerte
Grijalva y su esposa Ramona, tuvieron tres hijas incluyendo a la Supervisora de Piama County y exmiembro del distrito Escolar Unificado de Tucson, Adelita Grijalva, identificada como católica.
Grijalva fue un aficionado y seguidor del equipo de basquetbol de la Universidad de Arizona.
El 2 de abril de 2024, Grijalva informó que se le había hecho el diagnóstico de un cáncer no especificado pero que inicialmente se le había diagnosticado como una neumonía, aunque más tarde informó como cáncer de pulmón, recibiendo un exhaustivo tratamiento para la enfermedad. Antes de informar de su diagnóstico, Grijalva era un empedernido fumador.
El 13 de marzo de 2025, Raúl Grijalva murió en Tucson por complicaciones del tratamiento del cáncer a la edad de 77 años.